# Béla Szabados
Béla Szabados (Békéscsaba, Hungría, 18 de febrero de 1974) es un nadador retirado especializado en pruebas de estilo libre. Fue campeón del mundo en la prueba de 200 metros libres durante el Campeonato Mundial de Natación en Piscina Corta de 2000.
Representó a Hungría en los Juegos Olímpicos de Barcelona 1992, Atlanta 1996 y 2000.

## Palmarés internacional
| Campeonato Mundial de Natación en Piscina Corta | Campeonato Mundial de Natación en Piscina Corta | Campeonato Mundial de Natación en Piscina Corta | Campeonato Mundial de Natación en Piscina Corta |
| Año                                             | Lugar                                           | Medalla                                         | Prueba                                          |
| ----------------------------------------------- | ----------------------------------------------- | ----------------------------------------------- | ----------------------------------------------- |
| 2000                                            | Atenas (Grecia)                                 | Medalla de oro                                  | 200 m libres                                    |
| Campeonato Europeo de Natación                  |                                                 |                                                 |                                                 |
| Año                                             | Lugar                                           | Medalla                                         | Prueba                                          |
| 1991                                            | Atenas (Grecia)                                 | Medalla de bronce                               | 4x100 m estilos                                 |
| 1993                                            | Sheffield (Reino Unido)                         | Medalla de plata                                | 4x100 m estilos                                 |
| 1997                                            | Sevilla (España)                                | Medalla de bronce                               | 200 m libres                                    |